# Siamosuchus
Siamosuchus is een geslacht van uitgestorven goniopholidide Mesoeucrocodylia. De fossielen zijn teruggevonden in de Sao Khua-formatie in het oosten van Thailand uit het pre-Aptien. 
Het is bekend van holotype PPC-1, een gedeeltelijke schedel, het grootste deel van de rechterhelft van het postcraniale skelet en enkele benige schubben. Siamosuchus werd in 2007 benoemd en beschreven door Komsorn Lauprasert, Gilles Cuny, Eric Buffetaut, Varavudh Suteethorn en Kumthorn Thirakhupt. De typesoort is Siamosuchus phuphokensis. De geslachtsnaam verwijst naar het oude koninkrijk Siam. De soortaanduiding verwijst naar de herkomst uit de vindplaats Phu Phok, waar in 2002 en 2003 opgravingen werden verricht.
Siamosuchus is mogelijk nauw verwant aan het Europese geslacht Goniopholis.